# Jožef Rihar
Jožef Rihar, slovenski katoliški duhovnik in prevajalec Svetega pisma. * okrog 1759, Polhov Gradec, † 28. november 1807, Komenda.
Študiral je v Ljubljani. Študij teologije in filozofije je končal v Gradcu. Bil je duhovniški pomočnik v Šentjerneju, od 1792 je kaplanoval v Šentjakobu pri Ljubljani. Od 1799 do svoje smrti je župnikoval v Komendi.
Bil je pomočnik Jurja Japlja pri prevajanju Svetega pisma. Rihar in Jožef Škrinar sta prevedla Male preroke ter Prvo in Drugo knjigo Makabejcev. Z Modestom Šrajem je skupaj prevedel Ezdro, Nehemijo, Tobita, Judito, Estero in Joba ter Prvo in Drugo kroniško knjigo.